# 布赖恩·戈特弗里德
布赖恩·爱德华·戈特弗里德（英語：Brian Edward Gottfried，1952年1月27日—），美国男子网球运动员，1972年成为职业球手。他曾获得法国网球公开赛男子双打冠军、温布尔登网球锦标赛男子双打冠军。他于1984年退役。